# Estación de Florencia Santa Maria Novella
La Estación de Florencia Santa María Novella (Stazione di Firenze Santa Maria Novella en italiano), también conocida por su acrónimo: Firenze SMN, es la estación central de ferrocarril de Florencia, la más grande de la ciudad y de toda la región italiana de Toscana. Fue proyectada por un grupo de arquitectos italianos a la cabeza de los cuales se encontraba Giovanni Michelucci, y es considerada una de las obras maestras del racionalismo italiano de los años 30. Fue inaugurada en 1934 y sustituyó a la antigua estación Maria Antonia inaugurada en 1848.

## Situación
La estación se encuentra situada a escasos metros de la Iglesia de Santa Maria Novella, de la que recibe su nombre, y a 10 minutos de la Basílica de Santa María del Fiore, la catedral de Florencia. En las proximidades también hay varias estaciones de autobuses que prestan servicio tanto a nivel regional como nacional e internacional, y por ello representa el principal punto de entrada a la ciudad para turistas y visitantes.
Se encuentra comunicada mediante varias líneas de autobús urbano con toda la ciudad y su área metropolitana, y será uno de los ejes en torno a los que desarrollará la futura red de tranvía de Florencia (actualmente en construcción), siendo la estación final de la primera línea que parte desde Scandicci.

## Historia
La actual estación fue construida en 1932-1934. Anteriormente existió una estación en el mismo lugar denominada de María Antonia, que fue demolida para poder construir la nueva estación.

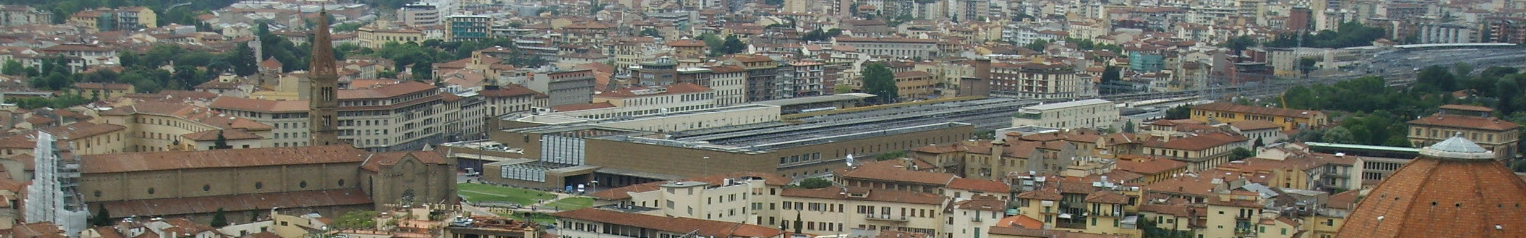
Vista de la estación con la basílica de Santa Maria Novella desde el Campanario de Giotto.

### La estación de María Antonia
Hacia 1840 se comenzó a proyectar la comunicación de Florencia con la naciente red ferroviaria italiana. La primera estación de la ciudad fue la Estación Leopolda, creada en la zona de la Porta al Prato para servir a los trenes hacia Livorno. Fue inaugurada el 12 de junio de 1848 y dedicada a Leopoldo II de Toscana.

### La estación de Santa Maria Novella
La nueva estación de tren de Florencia, denominada de Santa María Novella, fue proyectada y construida en la década de los años 30, durante la época fascista. En este momento, las autoridades fascistas se mostraron partidarias de realizar una arquitectura moderna y funcional acorde a los nuevos tiempos, y el trabajo de realización de esta nueva estación recayó sobre el denominado Grupo Toscano de arquitectos, entre los que destacaba Giovanni Michelucci. Según las pautas del racionalismo italiano, la estructura de un edificio debía reflejar su función. La estación de Santa María Novella fue la primera estación italiana que se construyó bajo los preceptos de la funcionalidad moderna. El edificio causó un gran impacto en la sociedad italiana del momento, provocando una división entre aquellos que se mostraban a favor de realizar edificios modernos en solares próximos a los cascos históricos de las ciudades, y aquellos que optaban por una postura más conservadora.

## Galería de imágenes

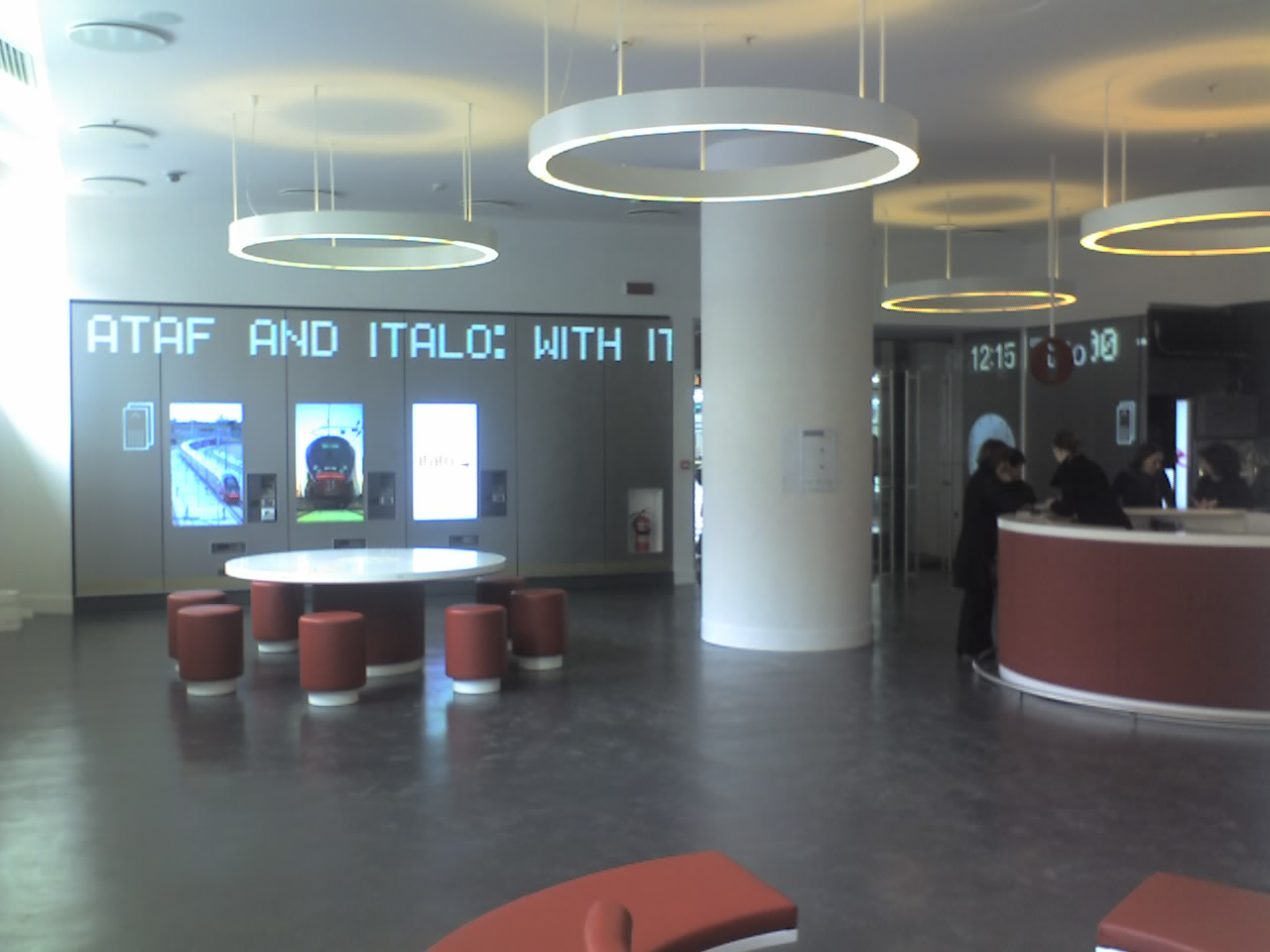
Espacio de la billetería NTV
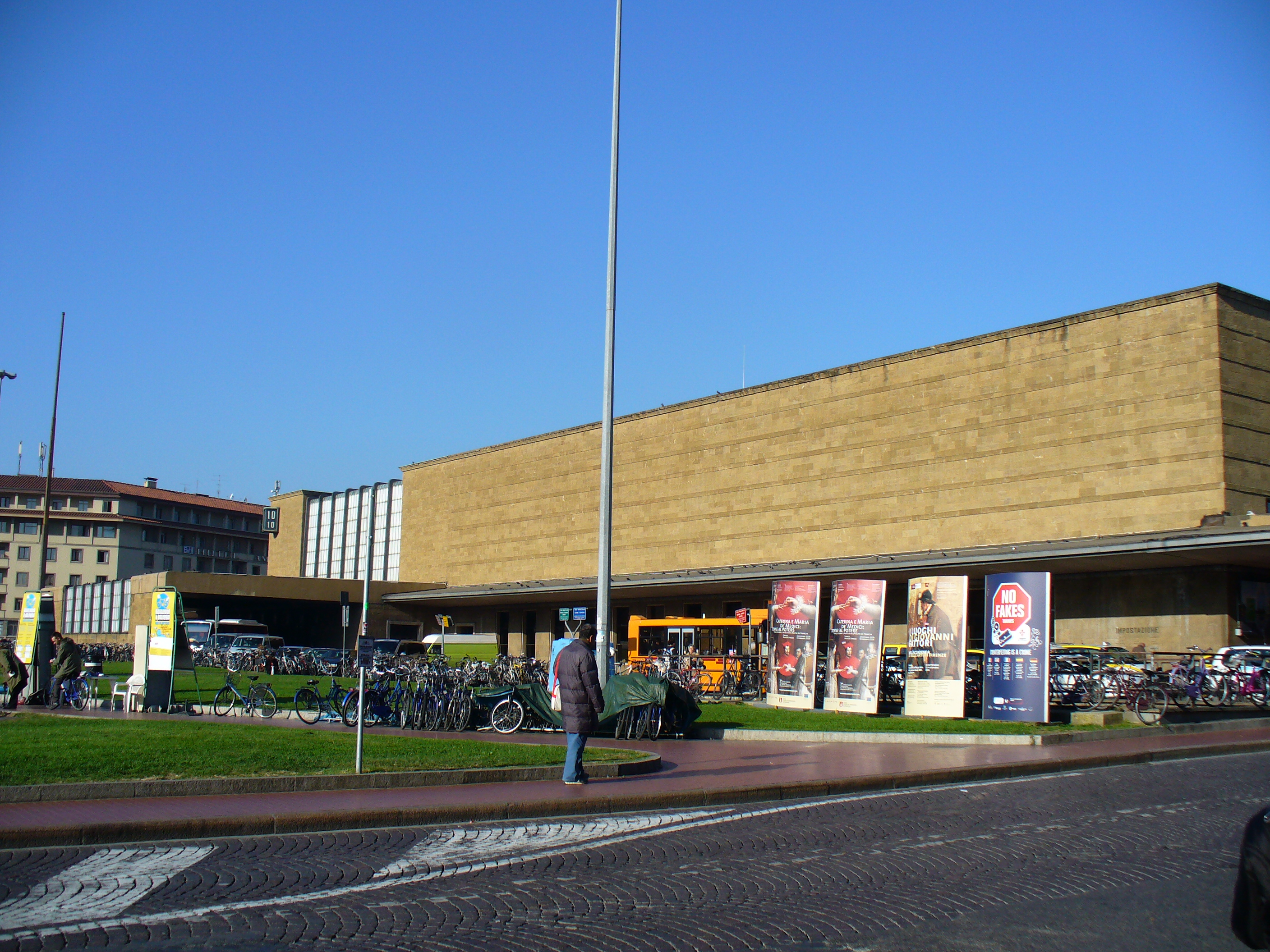
Exterior de la estación
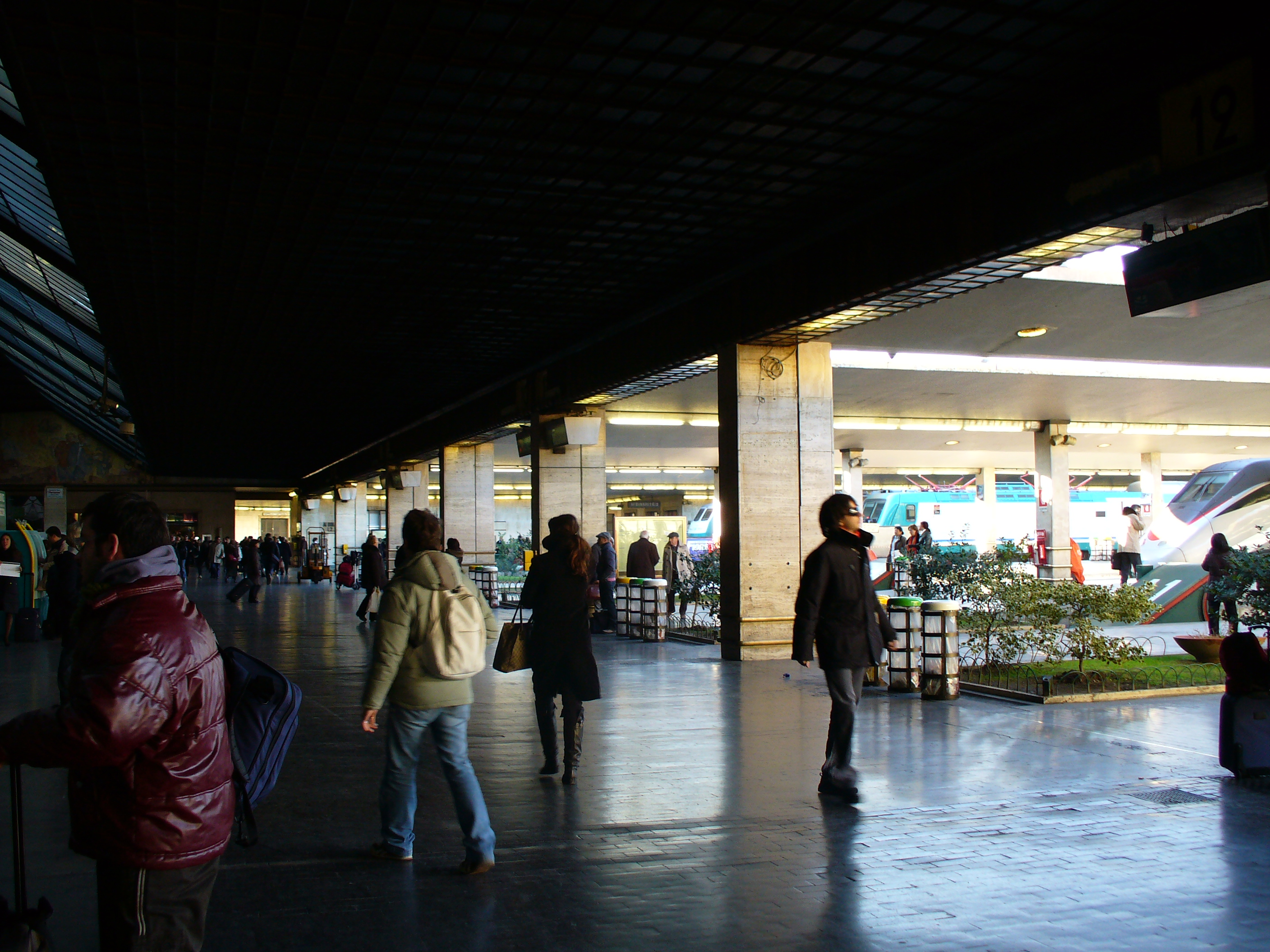
Espacio principal de la estación
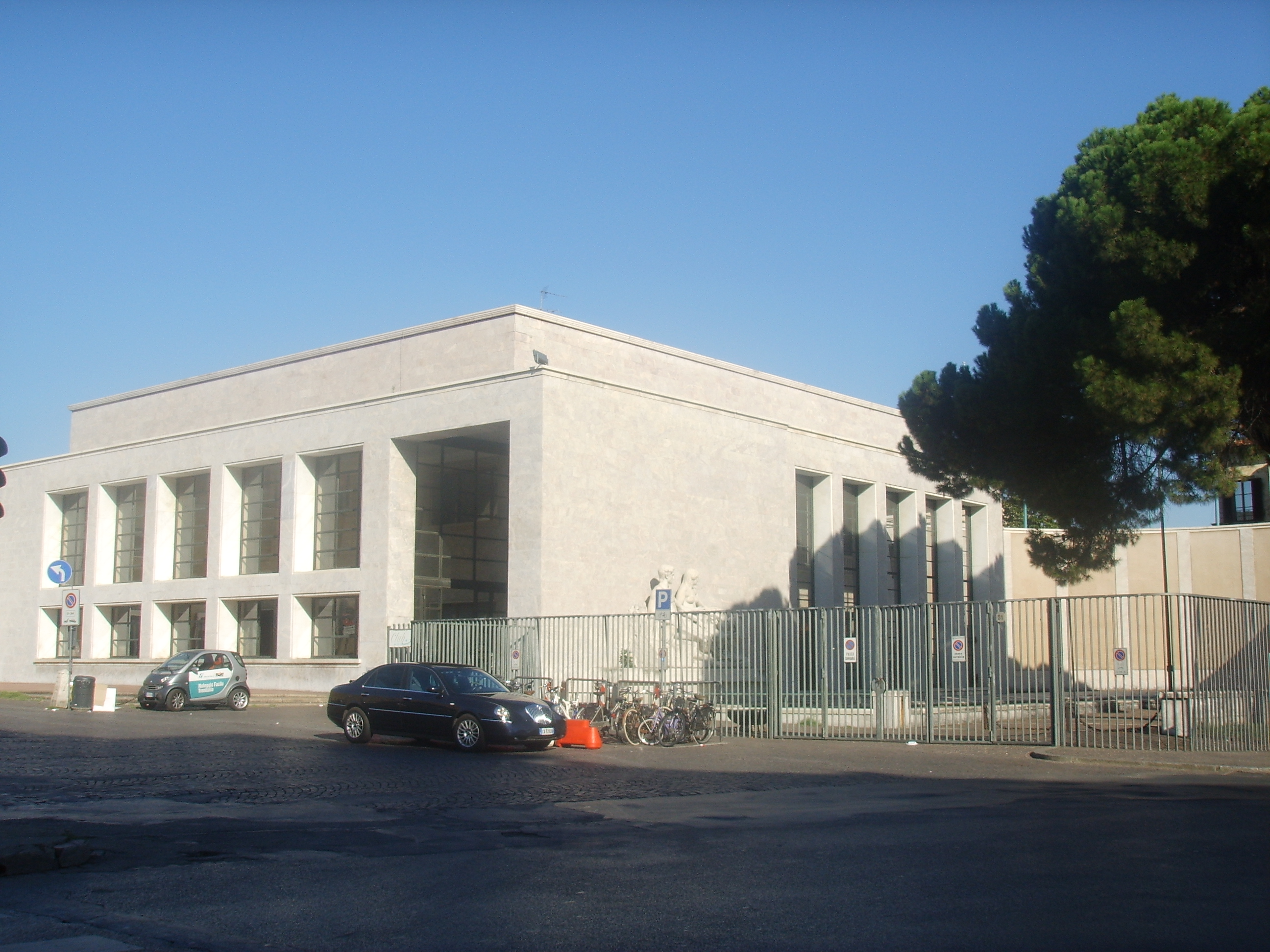
El palacete real